# Metropolitanska stolnica Ciudad de Mexico
Metropolitanska stolnica vnebovzetja v nebesa Najsvetejše Device Marije (špansko: Catedral Metropolitana de la Asunción de la Santísima Virgen María a los cielos) je stolna cerkev Katoliške nadškofije Mehike.  Stoji na vrhu nekdanjega asteškega svetega okrožja v bližini Templo Mayor na severni strani trga Plaza de la Constitución (Zócalo) v središču Ciudad de Méxica. Stolnica je bila zgrajena v odsekih od 1573 do 1813 okoli prvotne cerkve, ki je bila zgrajena kmalu po španski osvojitvi Tenochtitlana in jo sčasoma v celoti nadomestila. Španski arhitekt Claudio de Arciniega je načrtoval gradnjo, navdih pa je dobil iz gotskih stolnic v Španiji.
Zaradi dolgega obdobja gradnje, slabih 250 let, so na stavbi v nekem trenutku delali tako glavni arhitekti, slikarji, kiparji, mojstri pozlate in drugi umetniki plastike podkraljestva. Dolgo obdobje gradnje je pripeljalo tudi do vključevanja številnih arhitekturnih slogov v zasnovo, vključno gotski, baročni, churrigueresque, neoklasicistični slog, kot so skozi stoletja prišli v modo. Poleg tega je stolnici omogočilo, da v svojo notranjost vključi različne dekoracije, slike, skulpture in opremo. Projekt je bil točka socialne kohezije, saj je vključeval veliko generacij in družbenih razredov, vključno s cerkvenimi oblastmi, vladnimi oblastmi in različnimi verskimi redovi.
Vpliv katoliške cerkve na javno življenje je pomenil, da je bila stavba pogosto prizorišče zgodovinsko pomembnih dogodkov v Novi Španiji in neodvisni Mehiki. Ti vključujejo kronanje Agustína de Iturbida in Ane Maríe Huarte za mehiška cesarja s strani predsednika kongresa; pogreb omenjenega cesarja; pokop do leta 1925 več junakov osamosvojitve, kot sta Miguel Hidalgo y Costilla in José María Morelos; spori med liberalci in konservativci, ki so nastali zaradi ločitve cerkve in države v reformi; zaprtje stavbe v času verske vojne La Cristiada; praznovanja dvestoletnice neodvisnosti, med drugim.
Stolnica je obrnjena proti jugu. Približne mere te cerkve so širina 59 metrov, dolžina 128 metrov  in višina 67 metrov do vrha stolpov. Sestavljena je iz dveh zvonikov, osrednje kupole, treh glavnih portalov. Ima štiri fasade, ki vsebujejo portale s stebri in kipi. Ima pet ladij, sestavljenih iz 51 obokov, 74 lokov in 40 stebrov. Oba zvonika vsebujeta skupaj 25 zvonov. Tabernakelj (Sagrario Metropolitano), ki meji na stolnico, vsebuje krstilnico in služi za registracijo župljanov. Obstaja pet velikih, okrašenih oltarjev, zakristija, kor, korno območje, hodnik in kapiteljsko dvorano. Štirinajst od šestnajstih kapel stolnice je odprtih za javnost. Vsaka kapela je posvečena drugemu svetniku ali svetnikom, vsako pa je sponzoriral verski ceh. Kapele vsebujejo okrašene oltarje, oltarne slike, retabel, slike, pohištvo in skulpture. Stolnica je dom dveh največjih orgel iz 18. stoletja v Ameriki. Pod stolnico je kripta, v kateri so ostanki številnih nekdanjih nadškofov. Stolnica ima približno 150 oken.
V stoletjih je stolnica utrpela škodo. Požar leta 1967 je uničil pomemben del notranjosti. Obnovitvena dela, ki so sledila, so odkrila številne pomembne dokumente in umetnine, ki so bile prej skrite. Čeprav je bila stolnica zgrajena na trdnih temeljih, so mehka glinena tla, na katerih je zgrajena, ogrožala njeno strukturno celovitost. Znižanje podtalnice in pospešeno pogrezanje sta povzročila, da je bila struktura dodana na seznam 100 najbolj ogroženih območij Svetovnega sklada za spomenike (World Monuments Fund). Obnovitvena dela, ki so se začela v 1990-ih, so stolnico stabilizirala, leta 2000 pa so jo odstranili s seznama ogroženih.

## Zgodovina

### Ozadje: velika cerkev
Po španskem osvajanju Azteškega imperija in po tem, ko se je Hernán Cortés vrnil z raziskovanja današnjega Hondurasa, so se konkvistadorji odločili zgraditi cerkev na mestu Templo Mayor v asteškem mestu Tenochtitlan, da bi utrdili špansko oblast nad novo osvojenem ozemlju. Obstajajo dokazi o obstoju velikega templja, posvečenega bogu Quetzalcoatlu, templja, posvečenega bogu Huītzilōpōchtliju  in drugih manjših stavb. Arhitekt Martín de Sepúlveda je bil prvi direktor projekta med letoma 1524 in 1532, Juan de Zumárraga pa prvi škof škofovskega sedeža v Novem svetu. Stolnica Zumárraga je bila v severovzhodnem delu današnje stolnice. Imela je tri ladje, ločene s toskanskimi stebri, na osrednjem stropu so bile zapletene gravure, ki jih je izdelal Juan Salcedo Espinosa, pozlatila pa sta jih Francisco de Zumaya in Andrés de la Concha. Glavna vrata so bila verjetno v renesančnem slogu. Kor je imel 48 svečanih stolov, ki sta jih ročno izdelala Adrián Suster in Juan Montaño iz lesa pinus ayacahuite (mehiški beli bor). Za gradnjo so uporabili kamne uničenega templja boga Huītzilōpōchtlija, boga vojne in glavnega božanstva Aztekov. Kljub vsemu je bila ta cerkev kmalu nezadostna zaradi vse večjega pomena prestolnice podkraljestva Nove Španije. To prvo cerkev je po buli z dne 9. septembra 1534 povzdignil v stolnico kralj Karel V., cesar Svetega rimskega cesarstva in papež Klemen VII., Kasneje pa jo je papež Pavel III. leta 1547 imenoval metropolitska.
Ta majhna, revna cerkev, ki so jo omalovaževali vsi kronisti, in so ocenili, da ni vredna tako slavnega novega mesta, je dolga leta slabo opravljala svoje storitve. Kmalu je bilo ukazano, da se postavi nova cerkev, sorazmerno razkošna glede na veličino kolonije, vendar je to novo podjetje je na začetku naletelo na mnogo ovir in težav pri nadaljevanju, da je stara stolnica še dolgo služila svojemu.
Ker je bilo do zaključka nove cerkve še daleč, njena gradnja se je pa že začela, so se leta 1584 odločili, da bodo staro stolnico, ki je bila v zelo slabem stanju, popolnoma popravili, da bi v njej praznovali tretji mehiški deželni svet.
Cerkev je bila nekoliko daljša kot pročelje nove stolnice; njene tri ladje so bile široke 30 metrov in so bile pokrite, osrednja s paličjem, tiste ob straneh z vodoravnimi tramovi. Poleg vrat puerta del Perdón je imela še vrata puerta de los Canónigos, morda tretja Placeta del Marqués. Leta kasneje je bila stolnica zaradi svoje funkcije premajhna. Leta 1544 so cerkvene oblasti že odredile gradnjo nove in bolj razkošne stolnice.
- Jaénska stolnica.
- Projekt stolnice v Valladolidu.

### Začetek del
Skoraj vse ameriške stolnice tega obdobja prve renesanse sledijo vzoru iz Jaéna, katere prvi kamen je bil položen leta 1540. S pravokotnim tlorisom in največ z osmerokotno kapelo so stolnice v Ciudad de Méxicu, v Puebli. . (...) Zelo verjetno je, da so se zgledovali tudi po herrerovskem modelu stolnice v Valladolidu, načrtovana leta 1580.
Leta 1552 je bil dosežen dogovor, po katerem bi stroške nove stolnice delili španska krona, Comendadores in domorodni prebivalci pod neposredno oblastjo nadškofa Nove Španije. Prvi načrti so se začeli leta 1562. V okviru projekta za gradnjo jei takratni nadškof Alonso de Montúfar predlagal monumentalno stavbo, sestavljeno iz sedmih ladij, ki bi temeljila na zasnovi stolnice v Sevilji; projekt, ki bi po besedah samega Montúfarja trajal 10 ali 12 let. Teža dela takšnih dimenzij v tleh močvirnatega izvora bi zahtevala posebno podlago. Sprva so bili postavljeni prečni nosilci za izgradnjo ploščadi, kar je zahtevalo visoke stroške in stalno odvodnjavanje, na koncu se je ta projekt opustil ne le zaradi zgoraj omenjenih stroškov, ampak tudi zaradi poplav, ki jih je utrpelo središče mesta. Takrat so ob podpori avtohtonih tehnik na veliko globino zabili trdne lesene hlode, približno dvajset tisoč teh hlodov na površini šest tisoč kvadratnih metrov. Projekt se je iz prvotnih sedmih ladij zmanjšal na le pet: eno glavno, dve procesijski in dve stranski s 16 kapelami. Gradnja se je začela z modeli, ki sta jih ustvarila Claudio de Arciniega in Juan Miguel de Agüero, po navdihu španskih stolnic Jaén in Valladolid.
Leta 1571 sta z nekaj zamude namestnik Martín Enríquez de Almanza in nadškof Pedro Moya de Contreras postavila prvi kamen sedanje cerkve. Stolnica se je začela graditi leta 1573 okoli obstoječe cerkve, ki je bila porušena, ko so dela dovolj napredovala, da so v njej delovale osnovne funkcije cerkve.
Dela so se začela z orientacijo sever -jug, v nasprotju z večino stolnic, zaradi podtalnice, ki bi vplivala na stavbo s tradicionalno orientacijo vzhod-zahod, odločitev je bila sprejeta leta 1570. Najprej sta bila zgrajena kapitelj in zakristija; gradnja obokov in ladij je trajala sto let.

### Razvoj konstrukcije
Začetek del je bil v blatnem in nestabilnem terenu, ki je delo otežil, zato sta bila Tezontle (porozna, močno oksidirana vulkanska kamnina) in kamen Chiluca priljubljena kot gradbena materiala na več področjih, saj sta ta lažja. Leta 1581 so začeli postavljati zidove, leta 1585 pa so se začela dela v prvi kapeli, takrat so bila imena kamnosekov, ki so delali na delu: v kapelah je klesal Juan Arteaga, v nišah pa Hernán García de Villaverde, ki je delal tudi na stebrih Toral, katerih medije je oblikoval Martín Casillas. Leta 1615 so stene dosegle polovico skupne višine. Notranjost se je leta 1623 začela z zakristijo, prejšnja cerkev pa je bila ob zaključku porušena. 21. septembra 1629 je delo prekinila poplava, ki jo je utrpelo mesto, v kateri je voda dosegla dva metra višine in povzročila škodo na glavnem trgu, danes imenovanem Plaza del Zócalo, in drugih delih mesta. Zaradi škode so začeli razmišljati o gradnji nove stolnice v hribih Tacubaya, zahodno od mesta, vendar je bila ideja zavržena in projekt se je nadaljeval na istem mestu, pod vodstvom Juana Gómeza de Trasmonteja, notranjost je bila dokončana in posvečena leta 1667.
Nadškof Marcos Ramírez de Prado y Ovando je drugo posvetilo opravil 22. decembra 1667, v letu, ko je bil zadnji obok zaprt. Datum posvetitve (v tistem času brez zvonikov, glavne fasade in drugih elementov, zgrajenih v 18. stoletju) so bili stroški gradnje enaki 1.759.000 pesosov. Te stroške so v veliki meri pokrili španski kralji Filip II., Filip III., Filip IV. in Karel II. Priloge k osrednjemu jedru stavbe bi se skozi leta dodajale so bile Semeniški kolegij, kapela Animas ter zgradbe Tabernakelj in Kurija.
Leta 1675 je bil dokončan osrednji del glavne fasade, delo arhitekta Cristóbala de Medine Vargas, ki je vključeval lik Marijinega vnebovzetja, naslov, ki mu je posvečena stolnica, in skulpture sv. Jakoba in apostola Andreja, ki ga varuje. V preostalem delu 17. stoletja sta arhitekta Juan Lozano in Juan Serrano zgradila prvo telo vzhodnega stolpa. Glavni portal stavbe in portali na vzhodni strani so bili zgrajeni leta 1688, zahodni pa leta 1689. Dokončali so tudi šest opornikov, ki podpirajo strukturo na strani glavne fasade, in dna, ki podpirajo oboke glavne ladje.
V 18. stoletju je bilo malo storjenega za dokončanje gradnje stolnice; predvsem zato, ker je bila v svoji notranjosti dokončana in je omogočala vse slovesnosti, in torej ni bilo nujno nadaljevati z delom na tem, kar manjka.
Čeprav je bilo delo dejansko prekinjeno, so se nekatera dela v notranjosti nadaljevala; do leta 1737 je bil mojster graditelj Domingo de Arrieta. V družbi mojstra arhitekture Joséja Eduarda de Herrere je izdelal stojala, ki obkrožajo kor. Leta 1742 je mojster arhitekture Manuel de Álvarez skupaj s Herrero odločal o projektu prezbiterija, ki ga je predstavil Jerónimo de Balbás.
Leta 1787 je bil arhitekt José Damián Ortiz de Castro izbran na natečaju, na katerem je naložil projekte Joséja Joaquína Garcíe de Torresa in Isidra Vicente de Balbása za vodenje gradbenih del zvonikov, glavne fasade in kupole. Za gradnjo stolpov je mehiški arhitekt Ortiz de Castro zasnoval projekt, s katerim bi bila učinkovita proti potresom; drugo telo, ki je videti prodorno in ima zvonasto končno obdelavo. Njegovo vodenje pri projektu se je nadaljevalo vse do njegove smrti leta 1793. Ko ga je zamenjal Manuel Tolsá, arhitekt in kipar neoklasicističnega sloga, ki je v državo prispel leta 1791. Tolsá je bil zadolžen za dokončanje dela stolnice. Rekonstruira nizke in nesorazmern kupole, oblikuje projekt, ki je sestavljen iz odpiranja večjega obroča, na katerem je zgrajena krožna ploščad, da se od tam dvigne veliko višja lanterna. Vključuje kipe in balustrade. Pročelje je kronal s figurami, ki simbolizirajo tri teološke vrline (vero, upanje in ljubezen).<
- Zgodovinske fotografije stolnice.
- Plaza Mayor de México (danes Plaza del Zócalo), 1836
- Vhod generala Scotta v Mehiko, 1851
- Pogled na stolnico c.1860
- Pogled na tabernaklj c. 1860
- Pogled na stolnico med letoma 1880 in 1887, ko so azteški sončni kamen prestavili v Museo de la Calle de Moneda

## Zunanjost

### Fasada in portali
Glavna fasada stolnice je obrnjena proti jugu. Glavni portal je najvišji od treh portalov stolnice. Kip svetega Petra in Pavla stoji med stebri portala, sveti Andrej in Jakob pravični pa sta upodobljena na sekundarnih vratih. V središču teh vrat je visoki relief Marijino vnebovzetje, ki ji je stolnica namenjena. To podobo spremljajo podobe svetega Mateja in svetega Andreja. Grb Mehike je nad vrati, z orlovimi krili. Na samem vrhu portala je stolp z uro s kipi kreposti, ki predstavljajo vero, upanje in dobrodelnost, ki ga je ustvaril kipar Manuel Tolsá.
Zahodna fasada je bila zgrajena leta 1688 in obnovljena leta 1804. Ima tridelni portal s podobami štirih evangelistov. Na zahodnem portalu je relief, ki prikazuje Jezusa, ki predaja nebeške ključe svetemu Petru.
Vzhodna fasada je podobna zahodni. Reliefi na vzhodnem portalu prikazujejo ladjo s štirimi apostoli s svetim Petrom na čelu. Naslov tega reliefa je Cerkvena ladja, ki pluje po morjih večnosti.
Severna fasada, zgrajena v 16. stoletju v slogu Herrerske renesanse, je najstarejši del stolnice in je dobila ime po Juanu de Herreri, arhitektu samostana El Escorial v Španiji.  Medtem ko sta vzhodna in zahodna fasada starejši od večine preostale stavbe, ima njihovo tretje nadstropje salomonove - zvite stebre, ki so povezani z baročnim obdobjem.
Vsi visoki reliefi portalov stolnice so bili navdihnjeni z delom flamskega slikarja Petra Paula Rubensa.

### Zvoniki
Zvoniki so delo umetnika Joséja Damiana Ortiza de Castra iz Xalapa. Pokriti so z zvonasto streho iz tezontla, pokritega z belim kamnom chiluco. Ortiz de Castro je bil zadolžen za gradnjo stolnice v drugi polovici 18. stoletja, dokler ni nepričakovano umrl. Za dokončanje je bil najet Manuel Tolsá iz Valencije, ki je v Ciudad de Méxicu zgradil druge pomembne stavbe. Na tem mestu je stolnica nastajala že 240 let. Dodal je neoklasicistično zgradbo z uro, kipe treh teoloških vrlin (vera, upanje in dobrodelnost), visoko balustrado, ki obdaja stavbo in kupolo, ki se dviga nad transeptom.
Stolnica ima 25 zvonov - osemnajst jih visi na vzhodnem zvoniku in sedem na zahodnem. Največji zvon se imenuje Santa Maria de Guadalupe in tehta okoli 13.000 kilogramov. Drugi veliki zvonovi se imenujejo Doña Maria, ki tehta 6900 kilogramov in La Ronca (hripav), poimenovan zaradi svojega ostrega tona. Doña Maria in La Ronca sta bila postavljena leta 1653, največji zvon pa pozneje leta 1793.
Kipi v zahodnem stolpu so delo Joséja Zacaríasa Core in predstavljajo papeža Gregorja VII., svetega Avguština, Leandra iz Sevilje, svetega Fulgencija iz Cartagene, sv. Fračiška Ksaverija in sv. Barbaro. Kipi na vzhodnem stolpu so avtorja Santiaga Cristóbala Sandovala in prikazujejo Emilio, sveto Rožo iz Lime, Marijo (Jezusovo mater), Ambroža, Hieronima, Filipa Jezusa, Hipolita Rimskega in Izidorja Delavca.
Leta 1947 je zvonar začetnik umrl v nesreči, ko je poskušal premakniti enega od zvonov, medtem ko je stal pod njim. Zvon je zamahnil nazaj in ga zadel v glavo ter ga takoj ubil. Zvon so nato »kaznovali« z odstranitvijo kemblja. V naslednjih letih je bil zvon znan kot la castigada (kaznovan) ali la muda (nemi). Leta 2000 je bil kembelj ponovno nameščen v zvonec.
Oktobra 2007 je bila v podnožju kamnite bazev južnem zvoniku stolnice najdena časovna kapsula. Postavljena je bil leta 1742, domnevno za zaščito stavbe pred poškodbami. Svinčena škatla je bila napolnjena z verskimi artefakti, kovanci in pergamenti in skrita v votli kamniti krogli. Krogla je bila označena z datumom 14. maj 1791, ko je bil postavljen najvišji kamen stavbe. Nova časovna kapsula bo postavljena v kamnito kroglo, ko bo ponovno zaprta.

### Tabernakelj
Desno od glavne stolnice je metropolitanski tabernakelj (špansko Sagrario Metropolitano) zgradil Lorenzo Rodríguez v času baroka med letoma 1749 in 1760 za shranjevanje arhivov in oblačil nadškofa. Deloval je in še naprej deluje kot kraj za sprejemanje evharistije in registracijo župljanov.
Prva cerkev, zgrajena na mestu stolnice, je tudi imela tabernakelj, vendar njegova natančna lokacija ni znana. Med gradnjo stolnice je bil tabernakelj nameščen v današnjih kapelah sv. Izidorja in Matere Božje Agonske iz Granade. Vendar so se v 18. stoletju odločili zgraditi stavbo, ki bo ločena, a še vedno povezana z glavno stolnico. Zgrajen je iz tezontla (rdečkasto porozne vulkanske kamnine) in belega kamna v obliki grškega križa z južno fasado, obrnjeno proti Zócalu. Z glavno stolnico je povezan s kapelo sv. Izidorja.
Notranjost vsakega krila ima ločeno uporabo. V zahodnem krilu je krstilnica, na severu je glavni oltar, glavni vhod in notarski prostor, ločen z notranjimi vogalnimi stenami iz kamna chiluca in tezontla. Chiluca, bel kamen, pokriva stene in tla, tezontle pa okvirje vrat in oken. Nad križiščem strukture je osmerokotna kupola, uokvirjena z loki, ki tvorijo ukrivljene trikotnike, ki se srečajo na vrhu kupole. Glavni oltar je v okrašenem churrigueresque slogu in ga je izdelal avtohtoni umetnik Pedro Patiño Ixtolinque. Odprt je bil leta 1829.
Zunanjost baročno oblikovanega tabernaklja je skoraj v celoti okrašena z okraski, kot so na primer police z nišami, plapolajoče draperije in številni kerubini. Rezbarije sadja, kot so grozdje in granatna jabolka, so bile ustvarjene v obliki obrednih daritev, ki simbolizirajo Kristusovo kri in Cerkev. Med cvetličnimi elementi lahko najdemo vrtnice, marjetice in različne vrste štirilistnih cvetov, vključno z avtohtonim chalchihuite.
Tabernakelj ima dva glavna zunanja vhoda; enega proti jugu, obrnjen proti Zócalu, drugi pa proti vzhodu proti ulici Seminario. Južna fasada je bogateje okrašena kot vzhodna. Ima temo poveličevanja evharistije s podobami apostolov, cerkvenih očetov, svetnikov, ki so ustanovili verske redove, mučenikov, pa tudi s prizori iz Svetega pisma. Zoomorfne reliefe lahko najdemo skupaj z antropološkimi reliefi, vključno z divjanjem leva in orlom iz grba Mehike. Vzhodna fasada je manj ambiciozna, vendar vsebuje figure iz Stare zaveze ter podobe Janeza Nepomuka in Ignacija Lojolskega. Tu so vpisani tudi datumi gradnje faz tabernaklja.

## Notranjost

### Oltarji

#### Glavni oltar
Ta je izginil v 1940-ih. Ob jubileju leta 2000 je bila narejena nova oltarna miza, ki je nadomestila prejšnjo. Zgradil jo je v modernističnem slogu arhitekt Ernesto Gómez Gallardo.

#### Oltar odpuščanja
Oltar odpuščanja (špansko Altar del perdón) je na sprednji strani glavne ladje. To je prvi notranjosti, ki se vidi ob vstopu v stolnico. Bil je delo španskega arhitekta Jerónima Balbása in predstavlja prvo uporabo stebra estípite (obrnjen trikotni pilaster) v Ameriki.
O nastanku imena tega oltarja obstajata dve zgodbi. Prva navaja, da so tiste, ki jih je španska inkvizicija obsodila, pripeljali pred oltar, da bi prosili za odpuščanje na onem svetu pred usmrtitvijo. Drugi se nanaša na slikarja Simona Pereynsa, ki je bil kljub temu, da je avtor številnih del stolnice, obtožen bogokletstva. Po zgodbi je Pereyns v zaporu naslikal tako lepo podobo Device Marije, da so mu odpustili zločin.
Ta oltar je bil januarja 1967 poškodovan v požaru, vendar je bil v celoti obnovljen.

#### Oltar kraljev
Oltar kraljev (špansko Altar de los Reyes) je bil tudi delo Jerónima Balbása v mehiškem baroku ali churrigueresque slogu. Začel ga je delati leta 1718 Balbás v cedri, pozlatil in dokončal Francico Martínez, ki je debitiral leta 1737. Je na zadnji strani stolnice, onkraj Oltarja odpuščanja in kora. Ta oltar je širok 13,75 m, visok 25 m in globok 7,5 m. Zaradi svoje velikosti in globine je dobil vzdevek la cueva dorada (zlata jama).
Ime je dobil po kipih svetniških plemičev, ki so del njegove dekoracije in je najstarejše delo v churrigueresque slogu v Mehiki; izdelovali so ga 19 let. Spodaj, od leve proti desni, je šest ženskih kraljevih svetnic: sveta Margareta Škotska, sveta Helena iz Konstantinopla, Elizabeta Madžarska, Elizabeta Aragonska, cesarica Kunigunda Luksemburška in Edith iz Wiltona. Sredi oltarja je šest kanoniziranih kraljev, med njimi so štirje: Hermenegild, vizigotski mučenec, Henrik II. Sveti, sveti rimski cesar, Edward Spovednik in Kazimir IV. Poljski. Nad temi štirimi sta svetnika Ludvik IX. Francoski in Ferdinand III. Kastiljski. Med temi kralji je oljna slika Poklon Treh kraljev]] Juana Rodrigueza Juareza in prikazuje Jezusa kot kralja kraljev. Na zgornjem delu je slika Marijino vnebovzetje kot nebeške kraljice, obdane z ovalnimi reliefi, eden  svetega Jožefa z dojenčkom Jezusom, drugi pa sveta Terezija Ávilska s peresom v roki in Svetim Duhom nad sabo, ki navdihuje naj piše. Nad tem sta figuri Jezusa in Marije med skulpturami angelov, okronanih s podobo Boga Očeta.
Ta oltar se obnavlja od leta 2003.

### Zakristija
Vrata Herrere se odprejo v zakristijo, najstarejši del stolnice. Je mešanica renesančnega in gotskega sloga.
Na stenah so velika platna, ki jih je naslikal Cristóbal de Villalpando, na primer Apoteoza svetega Mihaela, Evharistijski triumf, Cerkev bojevnik in Cerkev zmagoslavna ter Devica apokalipse. Devica apokalipse prikazuje vizijo Janeza s Patmosa. Tu sta tudi dve drugi platni, Vstop v Jeruzalem in Marijino vnebovzetje, ki ju je naslikal Juan Correa. Dodatna slika, pripisana Bartoloméju Estebanu Murillu, visi v zakristiji.
Na severni steni je niša s kipom križa s podobo Kristusa, izklesana v slonovini. Za tem je še ena stena, ki prikazuje Juana Diege Gospo Guadalupsko. Zakristija je nekoč hranila ogrinjalo Juana Diega, na katerem se domnevno pojavlja podoba Device, po veliki poplavi leta 1629 pa so jo zaradi boljše zaščite odstranili iz zakristije.
Omara na zahodni steni zakristije, pod sliko Device Apokalipse, je nekoč držala zlate kelihe in skodelice, okrašene z dragimi kamni, ter druge pripomočke.
Leta 1957 so lesena tla in ploščad po obodu zakristije zamenjali s kamnom.

### Kapele
Šestnajst kapel stolnice je bilo dodeljenih verskim cehom in vsaka je posvečena svetniku. Vsaka od dveh stranskih ladij vsebuje sedem kapel. Drugi dve sta nastali kasneje na vzhodni in zahodni strani stolnice. Zadnji dve nista odprti za javnost. V nadaljevanju je opisanih le nekaj kapel:

#### Kapela Matere Božje Agonije Granade
Kapela Matere Božje Agonije Granade (špansko Capilla de Nuestra Señora de las Angustias de Granada) je bila zgrajena v prvi polovici 17. stoletja in je prvotno služila kot zakristija. Gre za kapelo v srednjeveškem slogu z rebrastim obokom in dvema razmeroma preprostima oltarjema. Ozka oltarna slika vsebuje o svetega Rafaela, nadangela in mladega Tobija, slika iz 16. stoletja, pripisana flamskemu slikarju Maertenu de Vosu. Na vrhu te oltarne slike je podoba Matere Božje z gore Karmel, nad tem pa slika Zadnje večerje. Na hrbtni strani kapele je slika Mati Božja Agonije  Granade.

#### Kapela sv. Izidorja
Kapela svetega Izidorja (špansko Capilla de San Isidro) je bila prvotno zgrajena kot dodatek med letoma 1624 in 1627, nekoč pa je bila uporabljena kot krstilnica. Njen obok vsebuje mavčne odlitke, ki predstavljajo vero, upanje, dobrodelnost in pravičnost, ki veljajo za osnovne kreposti v katoliški veri. Po izgradnji tabernaklja so jo preuredili v kapelo, njena vrata pa so predelali v churrigueresque slogu.

#### Kapela Brezmadežnega spočetja
Kapela Brezmadežnega spočetja (špansko Capilla de la Inmaculada Concepción) je bila zgrajena med letoma 1642 in 1648. Ima churrigueresque oltarno podobo, ki zaradi pomanjkanja stebrov najverjetneje izvira iz 18. stoletja. Oltar je uokvirjen s frizom - namesto s stebri - in nad njim je slika Brezmadežno spočetje. Oltar je obdan s slikami Joséja de Ibarre, ki se nanašajo na Kristusov pasijon in različne svetnike. V kapeli je tudi platno svetega Krištofa, ki ga je leta 1588 naslikal Simon Pereyns, in Bičanje Baltasarja de Echave Orio, naslikano leta 1618. Oltarna slika na desni strani  je tudi posvečena Brezmadežnemu spočetju in jo je podaril Kolegij svetih Petra in Pavla. Ta kapela hrani posmrtne ostanke frančiškanskega fratra Antonia Margila de Jesúsa, ki je bil evangeliziran na današnjem severu Mehike.

#### Kapela Gospe Guadalupske
Kapela Matere Božje Guadalupske (špansko Capilla de Nuestra Señora de Guadalupe) je bila zgrajena leta 1660. To je bila prva krstilnica stolnice in dolgo časa je bila kraj za Bratovščino Najsvetejšega zakramenta, ki je imela veliko močnih dobrotnikov. Okrašena je v neoklasicističnem slogu 19. stoletja, delo arhitekta Antonia Gonzaleza Vazqueza, direktorja Akademije v San Carlosu. Glavna oltarna slika je posvečena Devici iz Guadalupski, stranski oltarji pa Janezu Krstniku in San Luisu Gonzagi.

#### Kapela Matere Božje iz Antigve
Kapelo Matere Božje iz Antigve (špansko Capilla de Nuestra Señora de La Antigua) je sponzorirala in zgradila med letoma 1653 in 1660 Bratovščina glasbenikov in organistov, ki je spodbujala predanost tej Devici. Na oltarni sliki je podoba Device, kopija slike, najdene v stolnici v Sevilji. To kopijo je v Novo Španijo prinesel nek trgovec. Dve drugi sliki prikazujeta Rojstvo Device in Predstavitev v templju. Obe je naslikal Nicolás Rodriguez Juárez.

#### Kapela sv. Petra
Kapela svetega Petra (špansko Capilla de San Pedro) je bila zgrajena med letoma 1615 in 1620 in vsebuje tri zelo okrašene baročne oltarne slike iz 17. stoletja. Oltar na zadnji strani je posvečen svetemu Petru, čigar skulptura obvladuje oltar. Obdajajo ga podobe iz njegovega življenja iz zgodnjega 17. stoletja, ki jih je naslikal Baltasar de Echave Orio. Na desni je oltarna slika, posvečena Sveti družini, z dvema slikama Juana de Aguilere iz Firenc, imenovani Sveta družina v delavnici svetega Jožefa in Rojstvo Odrešenika. Oltarna slika levo je posvečena sveti Tereziji Jezus, katere podoba se pojavi tudi v oknu kapele. Vsebuje štiri slike na kovinskih listih, ki prikazujejo prizore  Jezusovega rojstva. Pet oljnih slik prikazuje prizore iz življenja svete Terezije, nad tem pa je polkrožna podoba Marijinega kronanja. Vsa ta dela je v 17. stoletju ustvaril Baltasar de Echave y Rioja.
Ta kapela je dom Niño Cautivo (Ujetnik otrok), figure Otroka Jezusa, ki je bila v Mehiko pripeljana iz Španije. V 16. stoletju jo je izklesal Juan Martínez Montañez v Španiji, stolnica pa jo je kupila. Na poti v Veracruz so pirati napadli ladjo, na kateri je bila, in jo zasegli. Da bi dobili sliko nazaj, je bila plačana velika odkupnina. Danes je slika v kapeli San Pedro ali De las Reliquias. Tradicionalno so podobo častili tisti, ki iščejo osvoboditev omejitev ali pasti, zlasti finančnih težav ali odvisnosti od drog ali alkoholizma. INAH meni, da je kult Niño Cautivo "neaktiven". Vendar pa se je ta posebna podoba od leta 2000 spet vrnila kot peticija, ko je bil ugrabljen družinski član in ga odkupil.

#### Kristusova in kapela relikvij
Kristusova in kapela relikvij (špansko Capilla del Santo Cristo y de las Reliquias) je bila zgrajena leta 1615 in zasnovana z ultrabaročnimi detajli, ki jih je v slabo osvetljeni notranjosti pogosto težko videti. Prvotno je bila znana kot Kristus konkvistadorjev. To ime je izhajalo iz Kristusove podobe, ki naj bi jo stolnici podaril cesar Karel V. Habsburški. Sčasoma je na njenem glavnem oltarju ostalo toliko relikviarijev, da se je njeno ime sčasoma spremenilo. V okrasju iz 17. stoletja se glavna oltarna slika izmenjuje med rezbarijami bogatega listja in majhnimi glavicami na stebrih v glavnem delu ter majhnimi skulpturami angelov na telamonih v sekundarnem delu. Njene niše hranijo skulpture svetnikov, ki uokvirjajo glavno telo. Razpelo je iz 17. stoletja. Predela je zaključena s skulpturami angelov in vsebuje tudi 17 majhnih podob svetnikov mučenikov Juana de Herrere. Za temi podobami skriti predelki vsebujejo nekatere ostanke. Glavno sliko je naslikal Jose de Ibarra leta 1737. Okrog oltarja je vrsta slik na platnu, ki prikazujejo Kristusov pasijon Joseja Villegasa, naslikane v 17. stoletju. Na desni steni je oltar, posvečen Devici zaupanja, okrašen s številnimi churrigueresque figuricami, postavljenimi v niše, stebre in zgornje dele. 

#### Kapela svetih angelov in nadangelov
Kapela svetih angelov in nadangelov (špansko Capilla de los Ángeles) je bila dokončana leta 1665 z baročnimi oltarji, okrašenimi s salomonovimi stebri. Posvečena je nadangelu Mihaelu, ki je upodobljen kot srednjeveški vitez. Vsebuje veliko glavno oltarno sliko z dvema manjšima oltarnima slikama, ki ju je okrasil Juan Correa. Glavni oltar je posvečen sedmim nadangelom, ki jih predstavljajo kipi, v nišah, ki obdajajo podobe svetega Jožefa, Marije in Kristusa. Nad tem prizorom sta Sveti Duh in Bog Oče. Leva oltarna slika je podobne zasnove in je posvečena angelu varuhu, čigar skulptura je obdana s slikami, ki prikazujejo angelsko hierarhijo. Levo od tega prizor prikazuje svetega Petra, ki je bil izpuščen iz zapora, na desni pa Savla, pozneje svetega Pavla, podrtega s konja, ki ga je naslikal Juan Correa leta 1714. Desna oltarna slika je posvečena Varuhu angelu iz Mehike. 

#### Kapela sv. Kozme in Damijana
Kapela svetih Kozme in Damijana (špansko Capilla de San Cosme y San Damián) je bila zgrajena, ker sta so ta dva svetnika pogosto klicali v času, ko je Nova Španija trpela zaradi številnih bolezni, ki so jih prinesli konkvistadorji. Glavni oltar je baročen, verjetno zgrajen v 17. stoletju. Oljne slike na lesu vsebujejo prizore svetnikov zdravnikov in so pripisane slikarju Sebastianu Lopezu Davalosu v drugi polovici 17. stoletja. Kapela vsebuje eno majhno oltarno sliko, ki je prišla iz frančiškanske cerkve v Zinacantepcu, zahodno od Ciudad de México in je posvečena Jezusovemu rojstvu.

#### Kapela sv. Jožefa
Kapela svetega Jožefa (špansko Capilla de San José), zgrajena med letoma 1653 in 1660, vsebuje podobo Naš gospod kakava, podobo Kristusa, najverjetneje iz 16. stoletja. Njegovo ime je dobilo navdih iz časa, ko so številni avtohtoni častilci dajali milostinjo v obliki kakavovih zrn. Churrigueresque po slogu vsebuje kip sgraffito svetega Jožefa, zavetnika Nove Španije, glavna oltarna slika je baročna in je iz 18. stoletja. Ta je nekoč pripadala cerkvi Matere Božje Monserratske. Ta oltar vsebuje kipe in kabine z doprsnimi kipi apostolov, vendar ne vsebuje slik.

### Orgle
Stolnica je imela v svoji zgodovini morda ducat orgel. Najstarejše so omenjene v poročilu, napisanem španskemu kralju leta 1530. O najstarejših orglah je ohranjenih le nekaj podrobnosti. Imena graditeljev se začnejo pojavljati konec 16. stoletja. Najstarejša oblika, ki je preživela, so orgle Diega de Sebaldosa, zgrajene leta 1655. Prve velike orgle za stolnico je v letih 1689–1690 v Madridu zgradil Jorge de Sesma, postavil pa jih je Tiburcio Sanz od leta 1693 do 1695.  Zdaj ima dvoje, ki jih je v Mehiki izdelal José Nassarre iz Španije in jih dokončal do leta 1736, v katerih so elementi orgel iz 17. stoletja. So največje orgle 18. stoletja v Ameriki; so nad stenami kora, na vzhodu in na strani evangelija (zahod). Oboje orgle, poškodovane v požaru leta 1967, so bile obnovljene leta 1978. Ker sta obe spet propadli, je evangelijske orgle med letoma 2008 do 2009 obnovil Gerhard Grenzing; obnova drugih, ki jih je prav tako naredil Grenzing, je bila zaključena leta 2014 in oboje zdaj lahko igrajo.

### Kor
Kor je prostor, kjer duhovnik in/ali korna skupina poje psalme. Je v osrednji ladji med glavnimi vrati in velikim oltarjem in je zgrajen polkrožno, podobno kot v španskih stolnicah. Zgradil ga je Juan de Rojas med letoma 1696 in 1697. Na njegovih straneh je 59 reliefov različnih svetnikov iz mahagonija, oreha, cedre in domačega lesa, imenovanega tepehuaje. Ograjo, ki obdaja kor, je leta 1722 izdelal Sangley Queaulo v Macau na Kitajskem in jo leta 1730 postavil v stolnico.
- Kripta nadškofov Mehike.
- Pogled na korno pregrado.
- Pogled na stransko steno kora
- Orgle
- Španske orgle.
- Mehiške orgle.

### Kripta
Kripta nadškofov je pod tlemi stolnice pod kapelo kraljev. Vhod v kripto iz stolnice varujejo velika lesena vrata, za katerimi se spuščajo vijugaste rumene stopnice. Tik mimo notranjega vhoda je kamnita lobanja v slogu Mexice. Kot daritev je bil vključen v osnovo kenotafa Juanu de Zumárragi, prvemu mehiškemu nadškofu. Zumárraga je veljal za dobrotnika Indijancev in jih varoval pred zlorabami njihovih španskih gospodarjev. Na vrhu kenotafa je tudi nadškofova skulptura v naravni velikosti.
Na stenah je na desetine bronastih plošč, ki označujejo ostanke večine nekdanjih nadškofov Ciudad de Méxica, vključno s kardinalom Ernestom Corripio y Ahumado. Tla so prekrita z majhnimi marmornimi ploščami, ki pokrivajo niše, ki vsebujejo ostanke drugih ljudi.
Stolnica vsebuje druge kripte in niše, kjer so pokopani drugi verski liki, tudi v kapelah.
- Kripta nadškofov Mehike.
- Kripta
- Predšpanska stela
- Kripta
- Kip Zumárraga
- Nadškofova niša

## Obnova
Potopitev in potresna aktivnost območja sta vplivala na gradnjo stolnice in njen trenutni videz. Dvainštirideset let je bilo potrebno le za postavitev temeljev, ko so bili prvič zgrajeni, ker so že takrat Španci spoznali nevarnost izgradnje tako velikega spomenika v mehki zemlji. Iz političnih razlogov je bila večina, stolnice, a ne vsa, zgrajena na ostankih predšpanskih struktur, kar je od začetka vodilo do neenakomernih temeljev.

### Požar 1967
17. januarja 1967 ob 21. uri je požar, ki ga je povzročil kratek stik z elektriko, močno poškodoval stolnico. Na Oltarju odpuščanja je bila poškodovana večina strukture in dekoracije, vključno z izgubo treh slik; Sveti obraz, delo Alonsa Lópeza de Herrere, Mučeništvo svetega Boštjana, delo Francisca de Zumaye in Devica odpuščanja, delo Simona Pereynsa. Kor je izgubil 75 od 99 sedežev, pa tudi sliko Juana Correa skupaj s številnimi shranjenimi knjigami. Dvoje orgla so bile z delnim taljenjem cevi močno poškodovane. Slike Rafaela Jimena y Planasa, Juana Correa in Juana Rodrigueza Juareza so bile poškodovane v drugih delih stolnice. Po požaru so oblasti zabeležile škodo, vendar niso storile ničesar, da bi poskušale obnoviti poškodovano. Med zgodovinarji, arhitekti in preiskovalci so se začele burne razprave, ki so se osredotočile na premik Oltarja odpuščanja, pa tudi na odpravo kornega območja in nekaterih ograj. Leta 1972 so cerkvene oblasti brez dovoljenja zvezne vlade sprožile rušenje kornega območja, vendar so jih te ustavile. Vlada je popisala, kaj je mogoče rešiti in imenovala Jaimeja Ortiza Lajousa za direktorja projekta obnove stolnice v prvotnem stanju. Obnovitvena dela niso bila osredotočena le na sanacijo škode (z uporabo arhivskih zapisov in fotografij), temveč so vključevala tudi dela na propadajočih temeljih (zaradi neenakomernega posedanja tal) in težave s stolpi.
Oltarja odpuščanja in kraljev sta bila predmet obsežnih čistilnih in obnovitvenih del. Za nadomestitev izgubljenih delov na Oltarju odpuščanja je bilo dodanih več slik; Beg iz Egipta, delo Pereynsa, Božji obraz in Mučeništvo svetega Boštjana. Orgle so bile razstavljene s cevmi in notranjimi obdelovanci, poslane na popravilo na Nizozemsko, medtem ko so ohišja obnovili mehiški obrtniki z delom, ki je trajalo do leta 1977. Obnova prostora kora se je začela leta 1979 z uporabo enakih materialov, kot so obstajali pred požarom. Poleg tega so bili odstranjeni kipi v stolpih, ki so bili zaradi onesnaženja mesta več kot 50 -odstotno poškodovani, izdelane pa so bile njihove replike, ki so jih nadomestile. Tiste manj poškodovane so popravili.
Med obnovitvenimi deli v 1970-ih in zgodnjih 1980-ih je prišlo do nekaj zanimivih odkritij. Za Oltarjem odpuščanja so našli in rešili 51 slik, vključno z deli Juana in Nicolasa Rodrigueza Juareza, Miguela Cabrere in Joséja de Ibarre. V enih od orgel je bila najdena kopija nominacije Hernána Cortésa za generalnega guvernerja Nove Španije (1529). Nazadnje so v steni osrednjega loka stolnice našli grobnico Miguela Barrigana, prvega guvernerja Veracruza.

### Dela v poznem 20. stoletju
Stolnica skupaj s preostalim mestom od dneva izgradnje tone v dno jezera. Vendar pa je dejstvo, da je mesto megalopolis z več kot 18 milijoni ljudi, ki črpajo vodo iz podzemnih virov, povzročilo znižanje vodnih površin in potopitev se je v drugi polovici 20. stoletja pospešila. Odseki kompleksa, kot sta stolnica in tabernakelj, so še vedno tonili z različno hitrostjo, zvoniki pa so se kljub opravljenim delom v sedemdesetih letih 20. stoletja nevarno nagibali. Iz tega razloga je bila stolnica leta 1998 vključena med World Monuments Watch s strani World Monuments Fund (zasebna, mednarodna, neprofitna organizacija, namenjena ohranjanju zgodovinske arhitekture in znamenitosti kulturne dediščine po vsem svetu s terenskim delom, zagovarjanjem, podelitvijo nepovratnih sredstev, izobraževanjem in usposabljanjem).
Večja obnovitvena in temeljna dela za stabilizacijo stavbe so se začela v 1990-ih. Inženirji so pod stolnico med letoma 1993 in 1998 izkopali grede in položili betonske gredi v mehko podlago, da bi zgradbi dali trdnejšo podlago. Ta prizadevanja niso ustavila posedanja kompleksa, ampak so popravila nagibe stolpov in zagotovila, da se bo stolnica enakomerno posedala. 

## Kulturna vrednost
Stolnica je bila v središču mehiške kulturne identitete in je dokaz njene kolonialne zgodovine. Raziskovalec Manuel Rivera Cambas je poročal, da je bila stolnica zgrajena na mestu svete zemlje Aztekov in s kamni njihovih templjev. Hernán Cortés je menda prvi kamen prvotne cerkve položil osebno.
Nekoč je bilo pomembno versko središče, ki so ga uporabljale izključno ugledne družine Nove Španije. Leta 1864, v času Drugega mehiškega cesarstva, sta bila v stolnici po veličastnem prihodu v glavno mesto njihove vladavine kronana cesar Maksimilijan Habsburško-Lotarinški in Charlotta Belgijska.
Stoji ob Zocalu in je bila v središču družbenih in kulturnih dejavnosti, ki so se večinoma pojavile v 20. in 21. stoletju. Stolnica je bila štiri leta zaprta, medtem ko je predsednik Plutarco Elías Calles poskušal uveljaviti mehiške protiverske zakone. Papež Pij XI. je zaprl cerkev in duhovnikom ukazal, naj prenehajo z javnimi verskimi dolžnostmi v vseh mehiških cerkvah. Potem, ko sta se mehiška vlada in papeštvo dogovorila in so v stolnici izvedli velike prenove, so jo leta 1930 znova odprli.
Stolnica je bila prizorišče številnih protestov tako v cerkvi kot pred njo, vključno s protestom žensk zaradi cerkvenega opominjanja žensk, naj ne nosijo mini kril in drugih provokativnih oblačil, da bi se izognile posilstvu , in ob svečah protestirati proti ugrabitvam v Mehiki. Stolnica je bila uporabljena za protest proti socialnim vprašanjem. Njeni zvonovi so zvonili, da bi izrazili nasprotovanje nadškofije vrhovnemu sodišču, ki je potrdilo legalizacijo splava v Ciudad de Méxicu.
Verjetno najresnejši nedavni dogodek se je zgodil 18. novembra 2007, ko so simpatizerji Stranke demokratične revolucije napadli stolnico. Približno 150 protestnikov je vdrlo MED nedeljsko mašo in skandiralo slogane in podiralo klopi. Zaradi tega so cerkveni uradniki nekaj dni zaprli in zaklenili stolnico. Stolnica se je znova odprla z novimi varnostnimi ukrepi, kot so preiskave torb.